# Daniele Scarpa
Daniele Scarpa (n. 3 ianuarie 1964, Veneția, Italia) este un canoist ce a reprezentat Italia, medaliat olimpic. A participat la 4 ediții ale Jocurilor Olimpice (1984, 1988, 1992, 1996) în care a câștigat o medalie de aur și o medalie de argint.